# 中野站 (青森縣)
中野站（日语：／ Nakano eki */?）是位於青森縣上北郡天間林村（現時：七戶町）道之下，南部縱貫鐵道的南部縱貫鐵道線車站（廢站）。

## 歷史
- 1962年（昭和37年）10月20日 - 南部縱貫鐵道線開通，此站啟用[1]。
- 1997年（平成9年）5月6日 - 南部縱貫鐵道線暫停營業[2]。
- 2002年（平成14年）8月1日 - 南部縱貫鐵道線廢線，此站也廢除[3]。

## 車站結構
截至車站廢除前，此站是地面車站，設有1面1線的單式月台。此站是無人車站。月台上設有一個膠合板製成的簡單候車室。車站附近只有國道4號和農田。

## 相鄰車站
南部縱貫鐵道
南部縱貫鐵道線
天間林－中野－營農大學校前

## 注腳
1. ↑  運輸省鐵道監督局監修《民鐵要覧》鐵道圖書刊行會，1979年，13頁
2. ↑   31 (8). 鐵道雜誌社: 104. 1997-08 （日语）.
3. ↑  . RAIL FAN (鐵道友之會). 2002年10月, 49 (10): 22 （日语）.